# Hans Holst
Hans Holst (født før 1619, død efter 1642) var en dansk snedker og billedskærer fra Køge. Han gik muligvis i lære hos sin far der også var snedker.

## Værker
- 2 malerier til Køge Rådhus (betalt 19.5.1621, forsvundet)
- Prædikestol i Sankt Nicolai Kirke i Køge (1624)
- Prædikestol i Ganløse Kirke (1624)
- Prædikestol i Sæby Kirke ved Tissø (1624)
- Altertavle i Vor Frue Kirke i København (kontrakt 1624, brændt 1728)
- Korgitter og paneler i Smørum Kirke (kontrakt 1637, ikke bevaret)

## Tilskrivninger
Prædikestolene i Haraldsted Kirke (ca. 1625), Ejby Kirke (1625) og Selsø Kirke (1637). Figurer på korgitter og skranke mod Djäknekoret i Brahekyrkan, Vissingö, Jönköpings Län, Sverige.